# Lithocarpus kunstleri
Lithocarpus kunstleri (King ex Hook.f.) A.Camus – gatunek roślin z rodziny bukowatych (Fagaceae Dumort.). Występuje naturalnie w Malezji w stanach Kedah, Kelantan, Perak, Selangor, Negeri Sembilan oraz Johor. 

## Morfologia
PokrójZimozielone drzewo dorastające do 20 m wysokości. Pień wyposażony jest w Korzenie podporowe. Młode gałązki są owłosione.
LiścieBlaszka liściowa jest skórzasta i ma eliptyczny kształt. Mierzy 8,9–20,3 cm długości oraz 3–7,6 cm szerokości, jest całobrzega, ma rozwartą nasadę i ostry wierzchołek. Ogonek liściowy jest owłosiony i ma 5 mm długości. Przylistki mają równowąski kształt i osiągają 10 mm długości.
OwoceOrzechy o obłym kształcie, dorastają do 38 mm długości. Osadzone są pojedynczo w miseczkach w kształcie kubka.

## Biologia i ekologia
Rośnie w lasach, na terenach nizinnych.